# Афгано-іранський договір (1921)
Афгано-іранський договір 1921 року підписаний 22 червня у Тегерані між незалежним Еміратом Афганістаном та Іраном.

## Зміст
- поголошував дружбу обох країн та дружній нейтралітет у разі військового зіткнення однієї з них із третьою державою;
- містив зобов'язання сторін вирішувати взаємні розбіжності шляхом переговорів чи з допомогою міжнародного арбітражу;
- передбачав порядок обміну консульствами, а також визначав права підданих, які перебувають на території іншої сторони.

Термін дії договору не оговорювався.